# Hitzsand

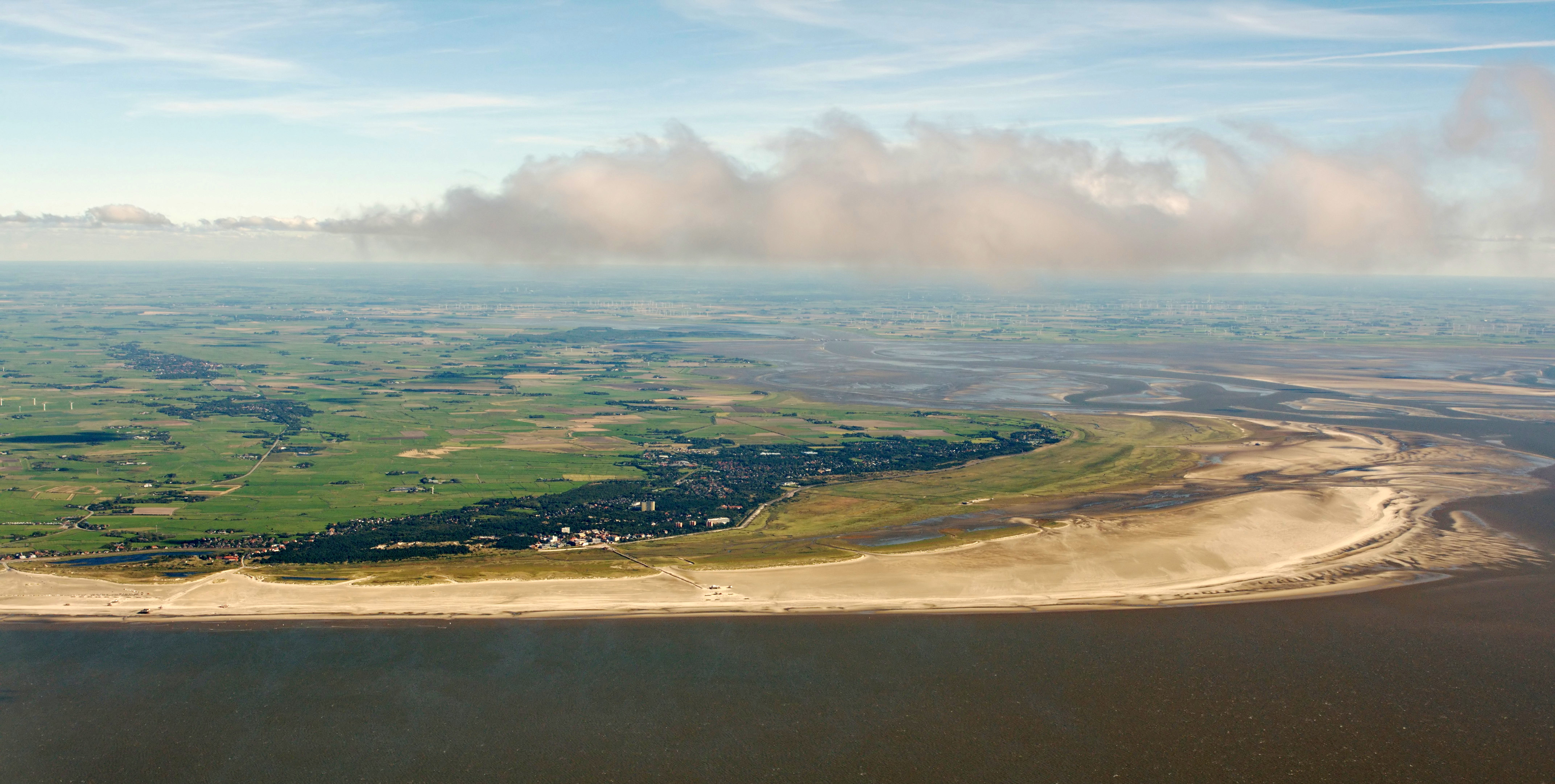
Der Hitzsand vor Sankt Peter-Ording

Hitzsand (früher auch Hitze; dänisch: Hitsbanke) ist eine etwa 12 km lange und etwa 1 km breite Sandbank. Sie ist westlich der Ortschaft Sankt Peter-Ording der nordfriesischen Halbinsel Eiderstedt vorgelagert und wird als Strand genutzt, unter anderem auch zum Strandsegeln. Eine 1095 Meter lange Seebrücke führt auf die Sandbank. An ihrem Ende steht ein Pfahlbau mit Restaurant, dessen Vorläuferbau aus dem Jahr 1959 stammt.
Im Süden liegt jenseits eines Priels der Hochsichtsand, nördlich liegt bei Westerhever der Rochelsand. Der Name „Hitzsand“ erklärt sich über das hier ehemals gesprochene Eiderstedter Friesisch, in der hitz für weiß stehen soll, die Sandbank heißt entsprechend weißer Sand. Besonders am südlichen Ende des Hitzsands lassen sich nach Sturmfluten Bernsteinstücke finden. Im Zusammenhang mit dem Hitzsand stehen auch die Hitzlöper, Menschen, die den Strand in früheren Zeiten nach Bernstein und anderem Strandgut absuchten.
In einer wissenschaftlichen  Arbeit von 1997 wird die Sandbank als „St. Peter-Ording-Sand“ bezeichnet.